# Zadruga (miejscowość)
Zadruga (bułg. Задруга) – wieś w Bułgarii, w obwodzie Razgrad, w gminie Kubrat. W 2023 roku liczyła 406 mieszkańców.